# Salvador Freixedo
Salvador Freixedo Tabarés (O Carballiño, 23 aprile 1923 – 25 ottobre 2019) è stato un presbitero e parapsicologo spagnolo.

## Biografia
Appartenne per trenta anni all'Ordine dei Gesuiti, condusse studi umanistici, di filosofia, teologia, ascesi e psicologia in università statunitensi ed europee. Negli anni cinquanta del Novecento le sue critiche sulle posizioni della Chiesa cattolica e la pubblicazione dei suoi scritti gli costarono il carcere e, più tardi, l'espulsione dal sacerdozio.
Dagli anni Settanta del Novecento si è dedicato alla ricerca nel campo della parapsicologia e dell'ufologia, in particolare al fenomeno U.F.O. in rapporto con il fenomeno religioso e la storia umana, pubblicando diversi libri sull'argomento. In Difendiamoci dagli Dei! scrive: "Penso sia giunto il momento che l'umanità ne prenda atto, perché purtroppo la maggior parte di essa non ha ancora affrontato la dura realtà di essere stata manipolata e ingannata dagli dei." e "... Il Dio cristiano di cui parla il Pentateuco, pur esistendo realmente, non è il buon padre che voleva farci credere, tanto meno è il Dio universale, Creatore di tutto il cosmo. È solo una delle tante entità che - come molti altri prima di lui - ha cercato di impersonare la grande energia intelligente che ha creato tutto l'universo."

## Autori simili
Diversi altri Autori hanno teorizzato la presenza aliena nei testi sacri. Tra questi Erich von Däniken, Zecharia Sitchin, Mauro Biglino, Padre Barry Downing, Padre Enrique Lopez Guerrero, Claude Vorilhon, Corrado Malanga e Biagio Russo. In particolare il primo, uno dei principali sostenitori della Teoria degli antichi astronauti, traduce principalmente dal greco e dal latino ma non dall'ebraico, mentre il secondo attinge a fonti sumere.

## Produzione letteraria

### Dal 1950 al 1970
- Nel 1957, mentre si trovava a Cuba, scrisse il suo primo libro: 40 Casos de injusticia Social (40 Casi di Ingiustizia Sociale). La pubblicazione allarmò le alte sfere del potere e Freixedo fu invitato dal dittatore Batista ad abbandonare l'isola.
- Nel 1968, a Porto Rico, scrisse il libro Mì Iglesia Duerme (La mia Chiesa dorme) nel quale impostava la problematica di una Chiesa ingabbiata e denunciava lo scarso spirito evangelico di alcuni dei suoi dirigenti, così come l'irrazionalità di alcuni dei suoi dogmi. Per questo fu espulso dall'Ordine.
- Nel 1970, in Venezuela, pubblicò il libro: Amor, Sexo, Noviazco, Matrimonio, Hijos: Cinco Realidades en Evoluciòn (Amore, Sesso, Fidanzamento, Matrimonio, Figli: Cinque Realtà in Evoluzione). Subendo le pressioni episcopali, il partito social-cristiano in quel momento al potere lo mise in carcere e successivamente lo espulse dal paese.

### A partire dal 1970
Dalla rottura con la Compagnia si dedicò allo studio della fenomenologia paranormale, considerandola come una finestra verso altre realtà o altre dimensioni dell'esistenza. Il frutto dei suoi viaggi, ricerche e riflessioni sono più di venti libri (alcuni sul rapporto fra la religione e gli extraterrestri), come:
- El Diabolico incosciente (L'inconscio Diabolico)
- Por qué agoniza el Cristianismo? (Perché agonizza il Cristianesimo)
- Curanderismo y Curaciones por la Fe (Curanderismo e Guarigioni per Fede)
- Extraterrestres y religiòn (Extraterrestri e religione)
- La amenaza extraterrestre (La minaccia extraterrestre)
- La granja Humana (La fattoria umana)
- Biografìa del fenomeno ovni (Biografia del fenomeno U.F.O.)
- Las Apariciones Marianas (Le Apparizioni Mariane)
- Los contactados (I contattati)
- Los ovnis, una amenza para la humanidad? (Gli U.F.O., una minaccia per l'umanità?)
- Israel, pueblo contacto (Israele popolo contattato)
- Defendàmonos de los dioses (Difendiamoci dagli Dei)
- El Cristianismo: Un Mito Màs (Il Cristianesimo: Un Mito in più)
- Las Religiones que nos Separan (Le Religioni che ci Separano)
- Los hijos de la Nueva Era (I figli della Nuova Era)
- Ellos, Los Duenos Invisibles de este Planeta (Loro i Padroni Invisibili di questo Pianeta)

Alcune sue opere sono state pubblicate negli anni '90 nella collana originale spagnola "Espacio y Tiempo" e poi nella collana italiana "I libri de L'ignoto" (Hobby & Work).